# WTA de Pattaya
O WTA de Pattaya – ou PTT Thailand Open, na última edição – foi um torneio de tênis profissional feminino, de nível WTA International.
Realizado em Pattaya, na Tailândia, estreou em 1991 e durou vinte e quatro anos não consecutivos. Os jogos eram disputados em quadras duras durante o mês de fevereiro.

## Finais

### Simples
| Ano                           | Campeã               | Vice-campeã         | Resultado       |
| ----------------------------- | -------------------- | ------------------- | --------------- |
| 2015                          | Daniela Hantuchová   | Ajla Tomljanović    | 3–6, 6–3, 6–4   |
| 2014                          | Ekaterina Makarova   | Karolína Plíšková   | 6–3, 7–67       |
| 2013                          | Maria Kirilenko      | Sabine Lisicki      | 5–7, 6–1, 7–61  |
| 2012                          | Daniela Hantuchová   | Maria Kirilenko     | 46–7, 6–3, 6–3  |
| 2011                          | Daniela Hantuchová   | Sara Errani         | 6–0, 6–2        |
| 2010                          | Vera Zvonareva       | Tamarine Tanasugarn | 6–4, 6–4        |
| 2009                          | Vera Zvonareva       | Sania Mirza         | 7–5, 6–1        |
| 2008                          | Agnieszka Radwańska  | Jill Craybas        | 6–2, 1–6, 7–64  |
| 2007                          | Sybille Bammer       | Gisela Dulko        | 7–5, 3–6, 7–5   |
| 2006                          | Shahar Pe'er         | Jelena Kostanić     | 6–3, 6–1        |
| 2005                          | Conchita Martínez    | Anna-Lena Grönefeld | 6–3, 3–6, 6–3   |
| Torneio não realizado em 2004 |                      |                     |                 |
| 2003                          | Henrieta Nagyová     | Ľubomíra Kurhajcová | 6–4, 6–2        |
| 2002                          | Angelique Widjaja    | Cho Yoon-jeong      | 6–2, 6–4        |
| 2001                          | Patty Schnyder       | Henrieta Nagyová    | 6–0, 6–4        |
| 2000                          | Anne Kremer          | Tatiana Panova      | 6–1, 6–4        |
| 1999                          | Magdalena Maleeva    | Anne Kremer         | 4–6, 6–1, 6–2   |
| 1998                          | Julie Halard-Decugis | Li Fang             | 6–1, 6–2        |
| 1997                          | Henrieta Nagyová     | Dominique van Roost | 7–5, 6–76, 7–5  |
| 1996                          | Ruxandra Dragomir    | Tamarine Tanasugarn | 7–64, 6–4       |
| 1995                          | Barbara Paulus       | Yi Jing-qian        | 6–4, 6–3        |
| 1994                          | Sabine Appelmans     | Patty Fendick       | 56–7, 7–65, 6–2 |
| 1993                          | Yayuk Basuki         | Marianne Werdel     | 6–3, 6–1        |
| 1992                          | Sabine Appelmans     | Andrea Strnadová    | 7–5, 3–6, 7–5   |
| 1991                          | Yayuk Basuki         | Naoko Sawamatsu     | 6–2, 6–2        |

### Duplas
| Ano                           | Campeãs                                | Vice-campeãs                            | Resultado         |
| ----------------------------- | -------------------------------------- | --------------------------------------- | ----------------- |
| 2015                          | Chan Hao-ching Chan Yung-jan           | Shuko Aoyama Tamarine Tanasugarn        | 2–6, 6–4, [10–3]  |
| 2014                          | Peng Shuai Zhang Shuai                 | Alla Kudryavtseva Anastasia Rodionova   | 3–6, 7–65, [10–6] |
| 2013                          | Kimiko Date-Krumm Casey Dellacqua      | Akgul Amanmuradova Alexandra Panova     | 6–3, 6–2          |
| 2012                          | Sania Mirza Anastasia Rodionova        | Chan Hao-ching Chan Yung-jan            | 3–6, 6–1, [10–8]  |
| 2011                          | Sara Errani Roberta Vinci              | Sun Shengnan Zheng Jie                  | 3–6, 6–3, [10–5]  |
| 2010                          | Marina Erakovic Tamarine Tanasugarn    | Anna Chakvetadze Ksenia Pervak          | 7–5, 6–1          |
| 2009                          | Yaroslava Shvedova Tamarine Tanasugarn | Yuliya Beygelzimer Vitalia Diatchenko   | 6–3, 6–2          |
| 2008                          | Chan Yung-jan Chuang Chia-jung         | Hsieh Su-wei Vania King                 | 6–4, 6–3          |
| 2007                          | Nicole Pratt Mara Santangelo           | Chan Yung-jan Chuang Chia-jung          | 6–4, 7–64         |
| 2006                          | Li Na Sun Tiantian                     | Yan Zi Zheng Jie                        | 3–6, 6–1, 7–65    |
| 2005                          | Marion Bartoli Anna-Lena Grönefeld     | Marta Domachowska Silvija Talaja        | 6–3, 6–2          |
| Torneio não realizado em 2004 |                                        |                                         |                   |
| 2003                          | Li Ting Sun Tiantian                   | Wynne Prakusya Angelique Widjaja        | 6–4, 6–3          |
| 2002                          | Kelly Liggan Renata Voráčová           | Lina Krasnoroutskaya Tatiana Panova     | 7–5, 7–67         |
| 2001                          | Åsa Carlsson Iroda Tulyaganova         | Liezel Huber Wynne Prakusya             | 4–6, 6–3, 6–3     |
| 2000                          | Yayuk Basuki Caroline Vis              | Tina Križan Katarina Srebotnik          | 6–3, 6–3          |
| 1999                          | Åsa Carlsson Émilie Loit               | Evgenia Koulikovskaya Patricia Wartusch | 6–1, 6–4          |
| 1998                          | Julie Halard-Decugis Els Callens       | Rika Hiraki Aleksandra Olsza            | 3–6, 6–2, 6–2     |
| 1997                          | Kristine Kunce Corina Morariu          | Florencia Labat Dominique van Roost     | 6–3, 6–4          |
| 1996                          | Miho Saeki Yuka Yoshida                | Tina Križan Nana Miyagi                 | 6–3, 7–5          |
| 1995                          | Jill Hetheringon Kristine Radford      | Kristin Godridge Nana Miyagi            | 2–6, 6–4, 6–3     |
| 1994                          | Patty Fendick Meredith McGrath         | Yayuk Basuki Nana Miyagi                | 7–60, 3–6, 6–3    |
| 1993                          | Cammy MacGregor Catherine Suire        | Patty Fendick Meredith McGrath          | 6–3, 7–63         |
| 1992                          | Isabelle Demongeot Natalia Medvedeva   | Pascale Paradis-Mangon Sandrine Testud  | 6–1, 6–1          |
| 1991                          | Kay Miyagi Suzanna Wibowo              | Rika Hiraki Akemi Nishiya-Kinoshita     | 6–1, 6–4          |